# Global Deejays
Global Deejays (Global Playboyz sau Ravers on Dope) este un grup austriac de DJ de muzică house, compus din DJ Taylor (Konrad Schreyvogl) și FLOw (Florian Schreyvogl). Ei sunt cunoscuți în special datorită hiturilor lor "The Sound of San Francisco" si "What a Feeling (Flashdance)".

## Discografie

### Albume
| An   | Titlu   | AUT | AUS | CAN | FRA | GER | NED | SPA | RUS | UKN | SWI | U.S. Dance |
| ---- | ------- | --- | --- | --- | --- | --- | --- | --- | --- | --- | --- | ---------- |
| 2005 | Network | 66  | —   | —   | 45  | —   | —   | —   | —   | —   | —   | —          |

### Single-uri
| An   | Titlu                                                        | AUT | AUS | CAN | CZE | FRA | GER | NED | SPA | RUS | UKN | SWI | U.S. Dance |
| ---- | ------------------------------------------------------------ | --- | --- | --- | --- | --- | --- | --- | --- | --- | --- | --- | ---------- |
| 2004 | "The Sound of San Francisco"                                 | 4   | —   | 3   | 1   | 18  | 3   | 31  | 1   | 1   | 1   | 25  | 5          |
| 2005 | "What a Feeling (Flashdance)"                                | 14  | 44  | —   | 7   | 18  | 16  | 35  | 1   | 9   | 10  | 45  | 5          |
| 2006 | "Don't Stop (Me Now)"                                        | —   | —   | —   | —   | —   | —   | —   | —   | —   | —   | —   | —          |
| 2006 | "Stars on 45"                                                | —   | —   | —   | —   | —   | 12  | —   | 8   | 49  | —   | —   | —          |
| 2006 | "Mr Funk"                                                    | —   | —   | —   | —   | —   | —   | —   | —   | —   | 115 | —   | —          |
| 2007 | "Get Up! (Before the Night Is Over)" (vs. Technotronic)      | —   | —   | 32  | —   | 32  | —   | —   | —   | —   | 1   | —   | —          |
| 2007 | "Zelenoglazoe Taksi" (Oleg Kvasha's "Green-Eyed Taxi" cover) | —   | —   | —   | —   | —   | —   | —   | —   | 5   | —   | —   | —          |
| 2007 | "Everybody's Free" (feat Rozalla)                            | —   | 7   | —   | —   | —   | —   | 70  | —   | —   | —   | —   | —          |
| 2009 | "Everybody's Free (2009)" (featuring Rozalla)                | 57  | —   | —   | —   | —   | —   | —   | —   | —   | —   | —   | —          |
| 2011 | "Bring It Back" (feat Niels van Gogh)                        | —   | —   | —   | —   | 72  | —   | —   | —   | —   | —   | —   | 8          |
| 2012 | "Hardcore Vibes"                                             | —   | —   | —   | —   | 24  | —   | —   | —   | —   | —   | 73  | —          |
| 2013 | "Kids"                                                       | —   | —   | —   | —   | 53  | —   | —   | —   | —   | —   | 61  | —          |